# Stade Ricardo Etcheverri
 (mars 2025).
Si vous disposez d'ouvrages ou d'articles de référence ou si vous connaissez des sites web de qualité traitant du thème abordé ici, merci de compléter l'article en donnant les références utiles à sa vérifiabilité et en les liant à la section « Notes et références ».
Le stade Ricardo Etcheverri (en espagnol : Estadio Arquitecto Ricardo Etcheverri) est un équipement sportif situé à Buenos Aires en Argentine.

## Situation
Il dispose d'une capacité actuelle de 24 442 spectateurs.

## Histoire
Ouvert en 1905, il est aujourd'hui essentiellement utilisé par le club de football de Ferro Carril Oeste.
Le stade est nommé Arquitecto Ricardo Etcheverri en 1995 en hommage à Ricardo Etcheverri, vice-président du club pendant trente ans. Il est surnommé El Templo de Madera du fait de sa structure encore partiellement en bois.